# 王文京
王文京（1964年—），江西上饶人，汉族，中华人民共和国政治人物，第九届、第十届、第十一届和第十二届全国人民代表大会北京地区代表。

## 生平
毕业于江西财经大学。用友软件董事长。2008年，当选为全国人大代表。2013年，连任。
2013年两会上主要观点：建议政府推进落实扶持中小企业政策，住宅区周边建“智楼”，降低出行量。